# Himertosoma tsiavika
Himertosoma tsiavika là một loài tò vò trong họ Ichneumonidae.